# 3차 곡선

선별된 3차 곡선.

3차 곡선(三次曲線, cubic plane curve)은 차수가 3인 대수 곡선인 평면곡선이다. 3차함수나 타원 곡선이 유명한 3차 곡선이다.

## 같이 보기
- 2차 곡선
- 4차 곡선
- 타원곡선
- 아녜시의 마녀